# Follow the Flow
Follow the Flow è un gruppo musicale ungherese formatosi nel 2016. È attualmente costituito dai musicisti Gergely Vincze, Csaba Molnár e Gergő Szakács.

## Storia del gruppo
Si sono fatti conoscere con la hit Nem tudja senki, messa in commercio nel 2018 attraverso la Supermanagement, che ha raggiunto la 3ª posizione della Stream Top 40 slágerlista, dove è rimasta per 82 settimane. Sono seguiti i singoli Maradok távol e Anyám mondta, che sono riusciti entrambi a riscuotere popolarità in Ungheria poiché si sono collocati rispettivamente in top five e all'8ª posizione della hit parade, rimanendo per almeno 43 settimane ciascuno. I brani sono contenuti nel primo album in studio Nem tudja senki, certificato platino dalla Magyar Hangfelvétel-kiadók Szövetsége, che ha debuttato in vetta alla Album slágerlista e che ha totalizzato 74 settimane di permanenza all'interno delle prime 40 posizioni.
Il disco Ég és föld, uscito nel 2021, si è posto al numero uno della graduatoria nazionale e ha ricevuto la certificazione di settuplo platino dalla MAHASZ per oltre 28 000 unità equivalenti.
Nell'ambito dei Fonogram Award, i principali premi musicali nazionali, hanno conquistato cinque candidature. Agli MTV Europe Music Awards hanno invece trionfato nella categoria di miglior artista ungherese.
Egyedül a sötétben, pubblicato nel maggio 2023, è diventato il terzo LP platino del gruppo.

## Formazione
Attuale
- Gergely Vincze
- Csaba Molnár
- Gergő Szakács

Ex componenti
- Simon Boglárka
- Tamás Pintér
- Balázs Csóra
- László Kerekes
- Péter Furák
- DJ Kispeppino

## Discografia

### Album in studio
- 2019 – Nem tudja senki
- 2021 – Ég és föld
- 2023 – Egyedül a sötétben

### Singoli
- 2017 – Nem fogadok szót
- 2017 – Valami baj van az éggel
- 2017 – Holdfény a tanúm
- 2017 – Hagyod menni
- 2017 – Ott hagyom az autóm
- 2018 – Plátói
- 2018 – Nem tudja senki
- 2018 – Maradok távol
- 2018 – Érdekemberek
- 2018 – Anyám mondta
- 2019 – Gavallér
- 2020 – A holnap küszöbén
- 2020 – B-oldal (con gli Irie Maffia)
- 2020 – Tavasz
- 2021 – Régi mese (feat. Varázslatos Magyarország)
- 2021 – Matek
- 2021 – Világom
- 2021 – Velem van a baj
- 2022 – Country
- 2023 – Szélcsend
- 2023 – Se rád, se rám
- 2023 – Tél
- 2024 – Ilyenek vagyunk
- 2025 – Valahányszor